# 一之瀬剛
一之瀬 剛（いちのせ ごう）は、ゲームミュージックの作曲家、編曲家、ゲームクリエイター。ゲームフリーク所属・同社開発部サウンドデザイナー・リーダー ゲームデザイナー。
ポケットモンスターシリーズを始め、ゲームフリーク開発の多くのゲームのサウンドを担当している。

## 来歴
幼稚園の頃にヤマハ音楽教室に通っていたがピアノクラスに進めなかったことから、高校生まで一般のピアノ教室に通う。高校卒業後、音楽の専門学校に進学。在学中にDTMを始める。求人情報誌でゲームフリークの求人情報を見つけアルバイトに応募、1993年にゲームフリークにエンジニアとして入社。入社後、作曲ができたことから、未発売となったゲームの音楽を担当したのが作曲家としての初めての仕事だった。ストリーミング再生のできるニンテンドー3DSのゲーム開発に望む際、DAWという言葉も知らなかったことから危機感を覚え、30代にして改めて専門学校に行き、田辺恵二の教えを受ける。
主にポケットモンスターシリーズを始め、ゲームフリーク開発の多くのゲームのサウンドを担当。ポケモンの作曲は『金・銀』から加わっており、以降シリーズの作編曲を担当している。ポケモン以外のゲームソフトでは『スクリューブレイカー 轟振どりるれろ』の作曲をメインで担当し、代表作となった。また、iPhoneアプリの『ソリティアゴルフ』を遊んだ際、それと競馬を組み合わせることを思いつき、ゲームフリークによる初の自社販売ゲームソフトとなった『ソリティ馬』の開発に中心人物の1人として携わり、サウンド全般に加え、プランナーも担当した。

## 趣味
自他ともに認める競馬フリーク。1995年に同社の森本茂樹らが行っていた競馬予想に参加し始め、当初はただのギャンブルとして馬券を買っていたが、森本から渡された『ダービースタリオンIII』にハマり、そして1996年3月9日のマーチステークスおよび阪神大賞典で衝撃を受け、競馬ファンになったと語っている。

## 主な作品
特記のないものは音楽を担当。
- バザールでござーるのゲームでござーる
- BUSHI青龍伝〜二人の勇者〜 - 企画を担当
- クリックメディック - 音楽と一部企画を担当
- ポケモンピンボール
- ポケットモンスター 金・銀
- ポケットモンスター クリスタル
- ポケットモンスター ルビー・サファイア
- ポケットモンスター ファイアレッド・リーフグリーン
- ポケットモンスター エメラルド
- スクリューブレイカー 轟振どりるれろ
- ポケットモンスター ダイヤモンド・パール
- ポケットモンスター プラチナ
- ポケットモンスター ハートゴールド・ソウルシルバー
- ポケットモンスター ブラック・ホワイト
- ポケットモンスター ブラック2・ホワイト2
- ソリティ馬 - 音楽と企画を担当
- ポケットモンスター サン・ムーン
- ポケットモンスター ウルトラサン・ウルトラムーン
- ポケットモンスター ソード・シールド
- Pokémon LEGENDS アルセウス
- ポケットモンスター スカーレット・バイオレット
- Crystarise